# Pierre Waché
Pierre Waché, född 10 december 1974, är en fransk ingenjör som är teknisk direktör för det österrikiska Formel 1-stallet Red Bull Racing.
Han avlade en doktorsexamen i strömningsmekanik vid Institut national polytechnique de Lorraine. Efter studierna började han 2001 arbeta för den globala däcktillverkaren Michelin och med ansvarsområde rörande interaktionen mellan däck och väglag för F1-bilar. 2006 lämnade Michelin F1 som däckleverantör, Waché blev då rekryterad av BMW Sauber som teknisk ingenjör och arbetade med däck och upphängning. 2009 meddelade BMW att man skulle lämna F1 och detta ledde till att Waché blev befordrad till att bli Saubers prestandachef. 2013 gick han vidare i sin karriär och blev chefsingenjör med inriktning på prestanda hos Red Bull Racing. Bara ett halvår senare utsågs han till att efterträda Mark Ellis som chef för fordonsdynamik. Fem år senare ville Red Bull ha en teknisk direktör i stallet och man utsåg Waché till det.